# 哈氏螳科
哈氏螳科（学名：Haaniidae）是螳螂目下的一个科。本科是在哈氏螳属（Haania）的基础上于2019年设立的新科。Giglio-Tos于1915年首先使用了哈氏螳科（Haaniidae）这个提法。

## 下属分类
本科包括以下属：
- 脊螳属 Arria Stal, 1877，阿氏螳属
- 无镫螳属 Astape Stal, 1877
- 丽虹螳属 Caliris Giglio-Tos, 1915
- 小协螳属 Gildella Giglio-Tos, 1915
- 哈氏螳属 Haania Saussure, 1871
- 华小翅螳属 Sinomiopteryx Tinkham, 1937